# Bergenia stracheyi
Bergenia stracheyi är en stenbräckeväxtart som först beskrevs av Joseph Dalton Hooker och Thomson, och fick sitt nu gällande namn av Adolf Engler. Bergenia stracheyi ingår i släktet bergenior, och familjen stenbräckeväxter. Inga underarter finns listade i Catalogue of Life.

## Bildgalleri

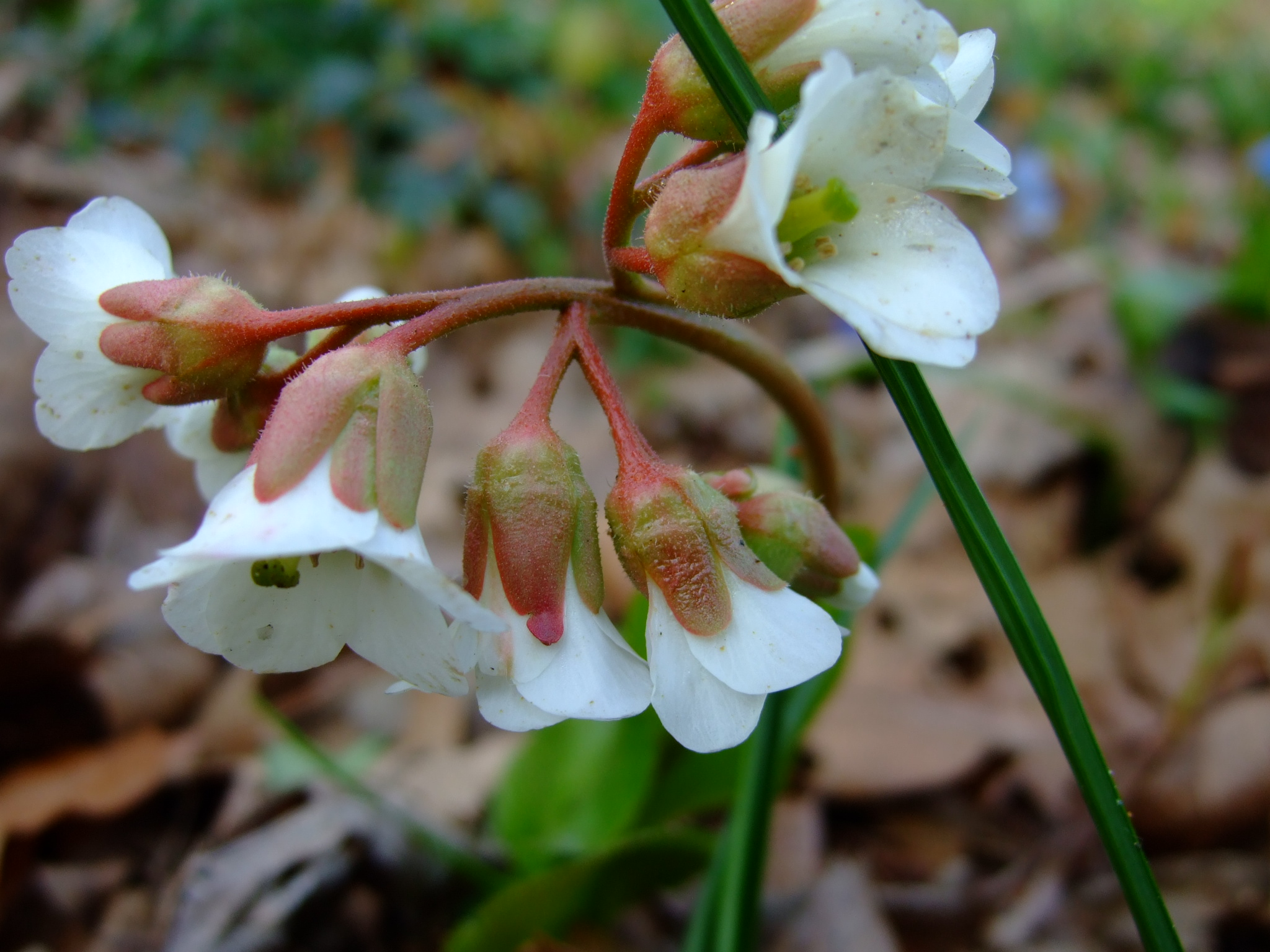
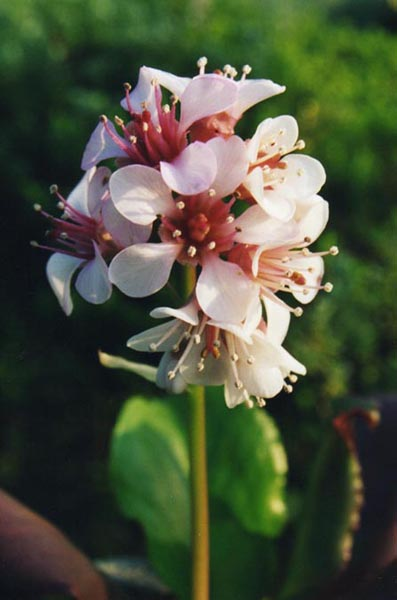
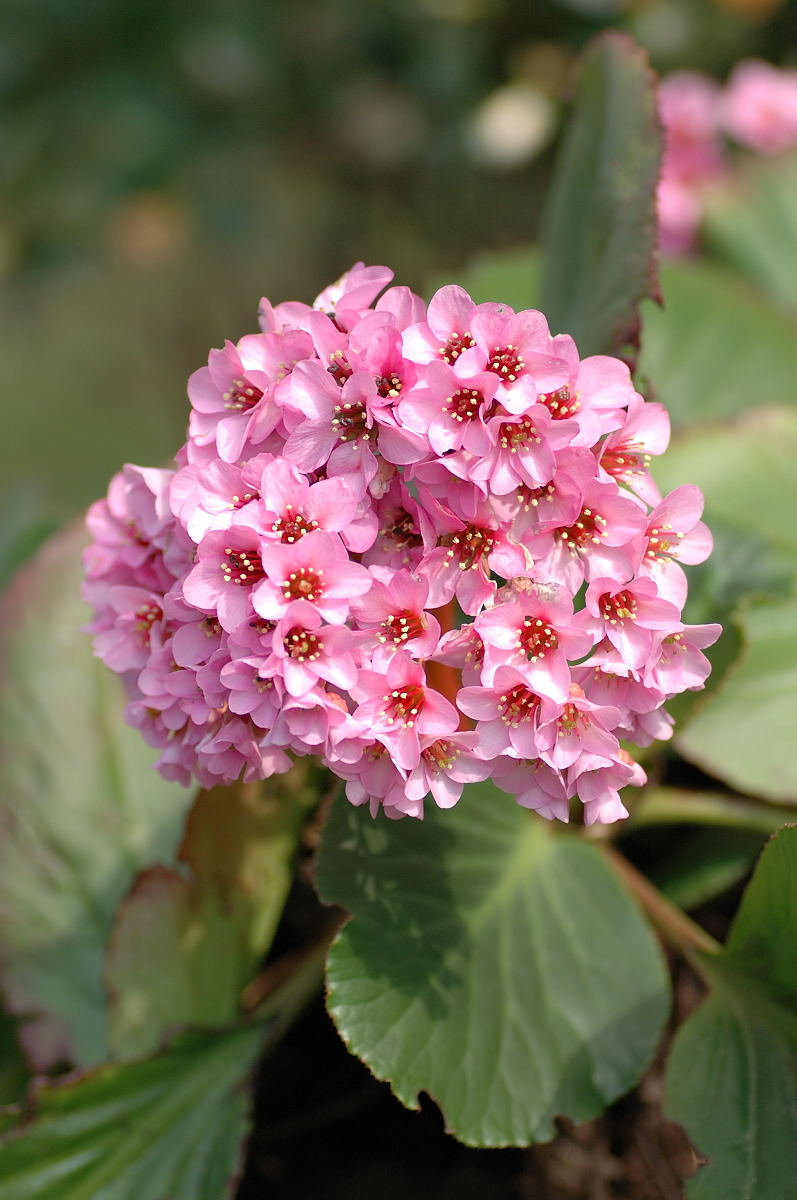
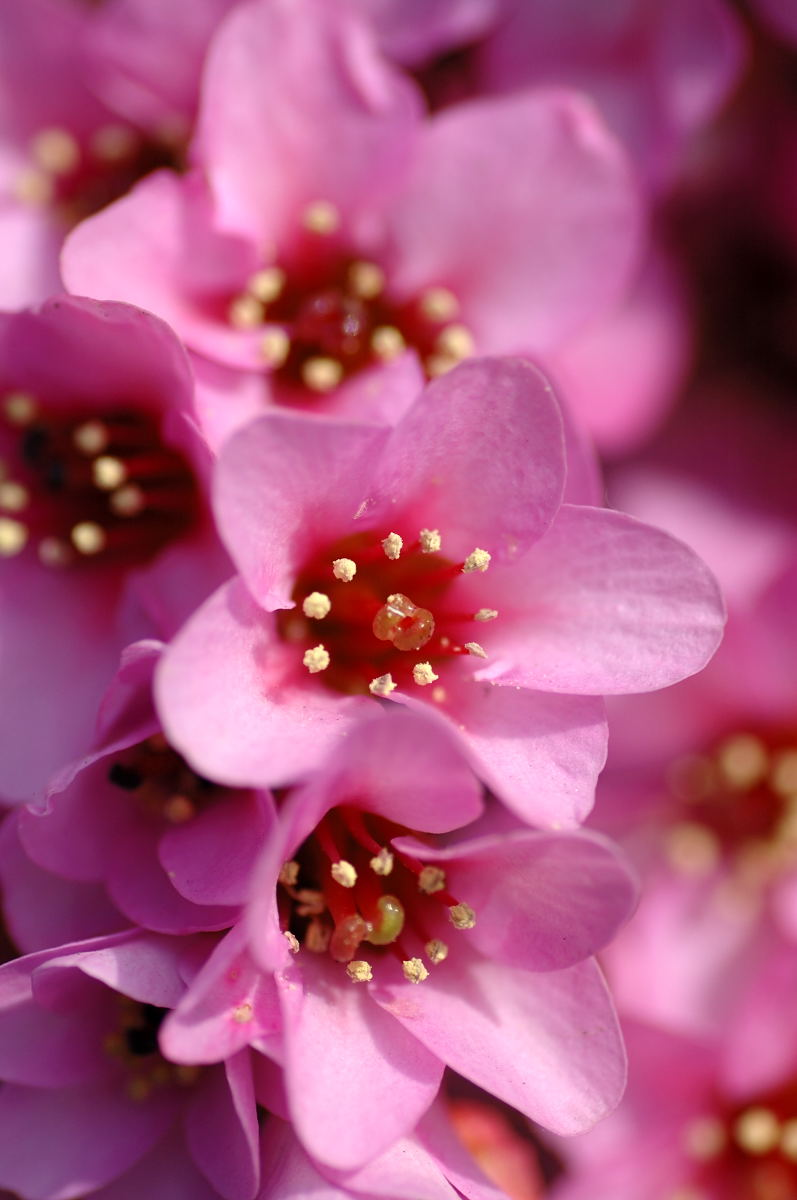
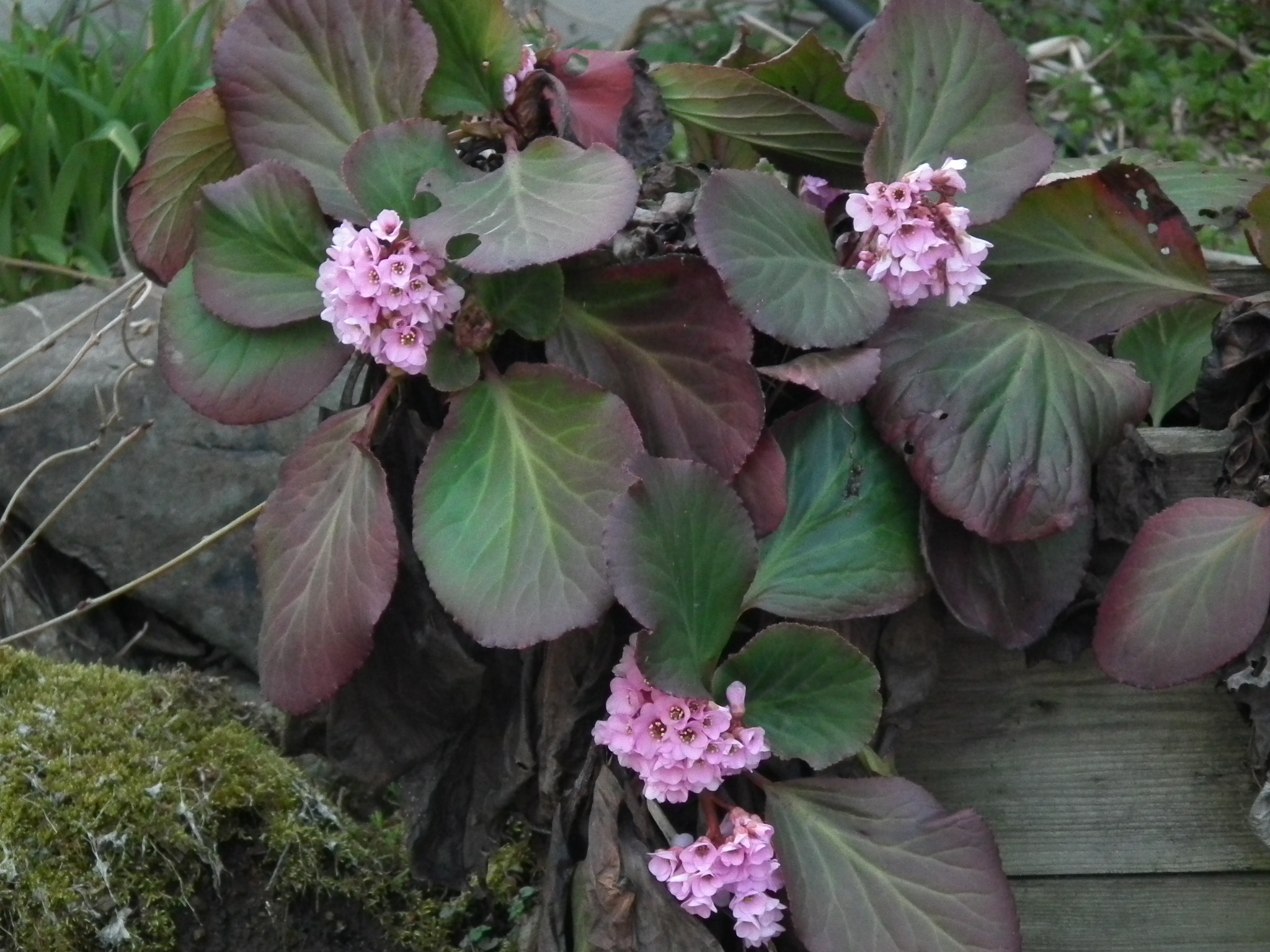
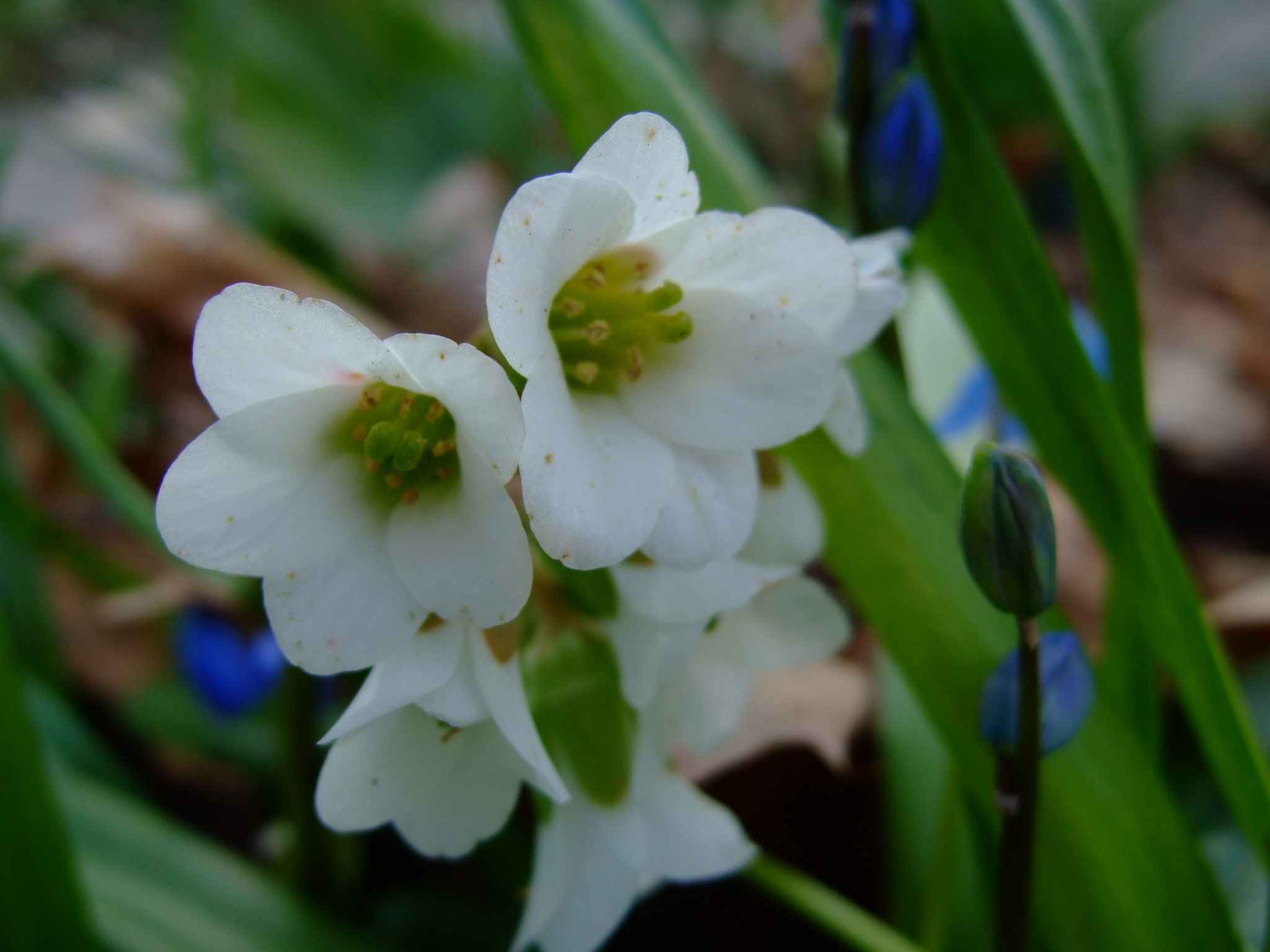